# Nicola Fusco
Pour les articles homonymes, voir Fusco.
Nicola Fusco (né le 14 août 1956 à Naples) est un mathématicien italien principalement connu pour ses contributions aux domaines du calcul des variations, de la théorie de la régularité des équations aux dérivées partielles et de la théorie de la symétrisation. Il est actuellement professeur à l'université de Naples - Frédéric-II.

## Carrière
Nicola Fusco a enseigné et mené des recherches à l'université nationale australienne de Canberra, à l'université Carnegie-Mellon de Pittsburgh et à l'université de Florence. Il est actuellement professeur à l'université de Naples - Frédéric-II.
Il est rédacteur en chef de la revue scientifique Advances in Calculus of Variations et membre des comités de rédaction de diverses revues scientifiques.

## Prix et distinctions
Fusco reçoit en 1994 le prix Caccioppoli de l'Union mathématique italienne, en 2010 le prix Tartufari de l'Académie des Lyncéens, et en 2013 le prix Amerio décerné par l'Académie des sciences et des lettres de l'institut lombard.
En 2008, il est conférencier invité au Congrès européen de mathématiques à Amsterdam avec une conférence intitulée « The sharp Sobolev inequality in quantitative form et en 2010, il est conférencier invité au Congrès international des mathématiciens à Hyderabad sur le thème des équations aux dérivées partielles, avec une conférence intitulée « Equilibrium configurations of epitaxially strained elastic films: existence, regularity and qualitative properties of solutions ».
Depuis 2010, il est membre correspondant de l'Académie des Lyncéens.

## Publications (sélection)
- Acerbi, E.; Fusco, N. "Semicontinuity problems in the Calculus of Variations" Archive for Rational Mechanics and Analysis 86 (1984)
- Haïm Brezis ; Nicola Fusco ; Carlo Sbordone, "Integrability for the Jacobian of orientation preserving mappings" Journal of Functional Analysis 115 (1993)
- Fusco, N.; Pierre-Louis Lions ; Sbordone, C. "Sobolev imbedding theorems in borderline cases" Proceedings of the American Mathematical Society 124 (1996)
- Luigi Ambrosio, L.; Fusco, N.; Pallara, D. "Partial regularity of free discontinuity sets" Annali della Scuola Normale Superiore di Pisa Classe di Scienze (2) 24 (1997)
- Ambrosio, L.; Fusco, N.; Pallara, D. Functions of bounded variation and free discontinuity problems. Oxford Mathematical Monographs. The Clarendon Press, Oxford University Press, New York (2000)
- Irene Fonseca ; Fusco, N.; Paolo Marcellini (en) ; "On the total variation of the Jacobian" Journal of Functional Analysis 207 (2004)
- Chlebik, M.; Cianchi, A.; Fusco, N. "The perimeter inequality under Steiner symmetrization: cases of equality" Annals of Mathematics (2) 162 (2005)
- Fusco, N.; Maggi, F.; Pratelli, A. "The sharp quantitave isoperimetric inequality" Annals of Mathematics (2) 168 (2008)